# 지프 랭글러
지프 랭글러(Jeep Wrangler)는 미국 크라이슬러 산하 지프 브랜드의 험로용 바디 온 프레임(body-on-frame) 타입의 사륜구동 기반 스포츠 유틸리티 자동차(SUV)이다.
제2차 세계 대전 당시 미군에서 운용한 군용차였던 윌리스 MB의 원형 디자인을 최대한 간직하고 있는 차종으로 유명하며, 차량의 지상고가 상대적으로 높은지라 험로 주파력도 뛰어난 편이다. 똑같이 군용차로 시작하여 민수용이 추가된 메르세데스-벤츠 G 클래스와 더불어, 영국의 미니처럼 복고풍 디자인을 최대한 유지하는 차종이다. 탈착식 도어 및 하드톱 기능으로 널리 알려져 있으며, 캔버스 탑(파워 탑) 사양을 선택하면 오픈 에어링도 가능하다.
스포츠, 사하라, 루비콘으로 나뉘며, 본격 험로용 사양인 루비콘은 험로 락크롤링을 위한 스웨이바 분리 장치 등이 추가된다. 또한 4륜구동 방식도 스포츠/사하라와 루비콘은 서로 다르다.
대한민국에는 1세대부터 수입되어 판매 중이다.

## 1세대(YJ)

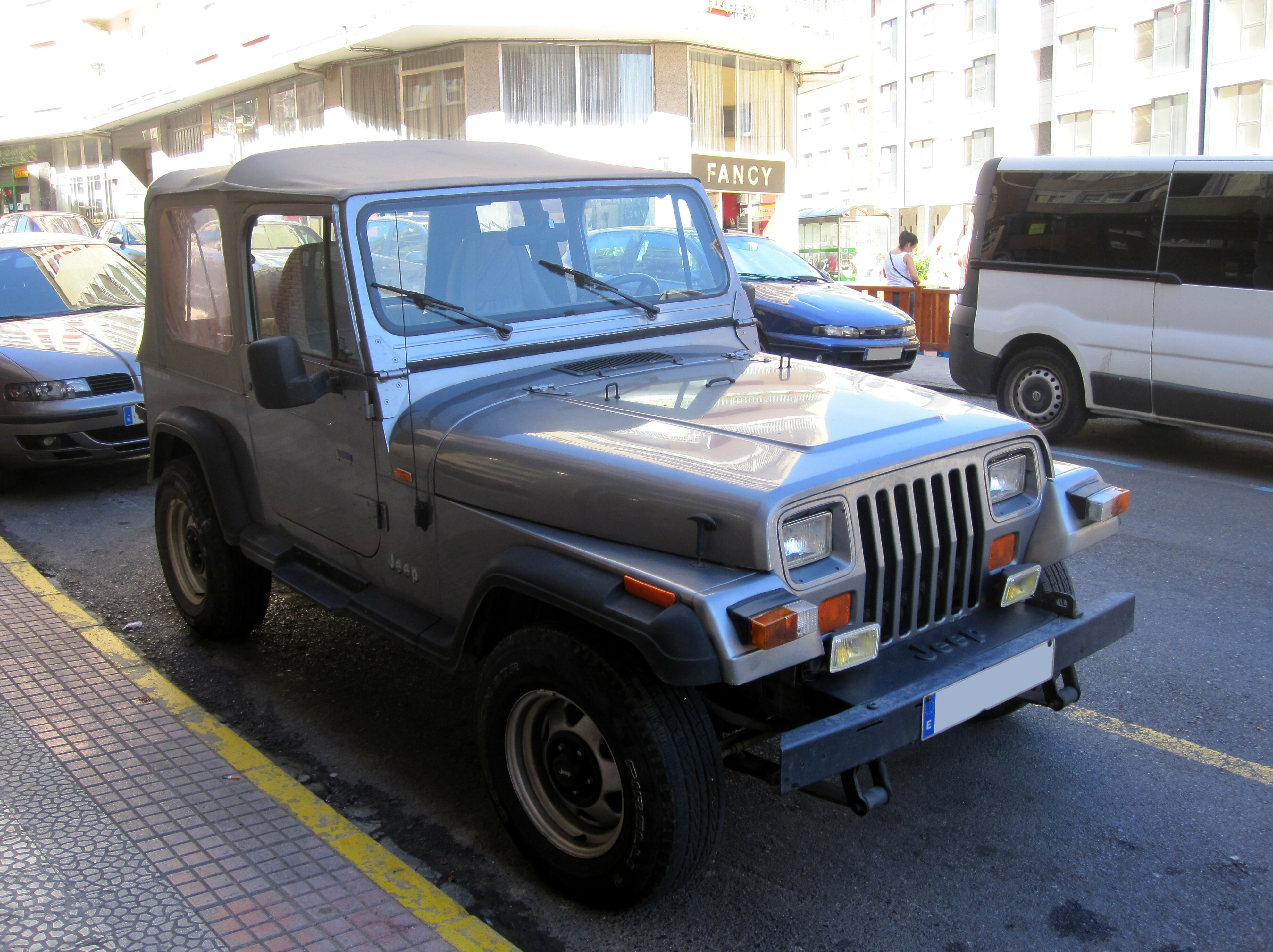
지프 랭글러 정측면

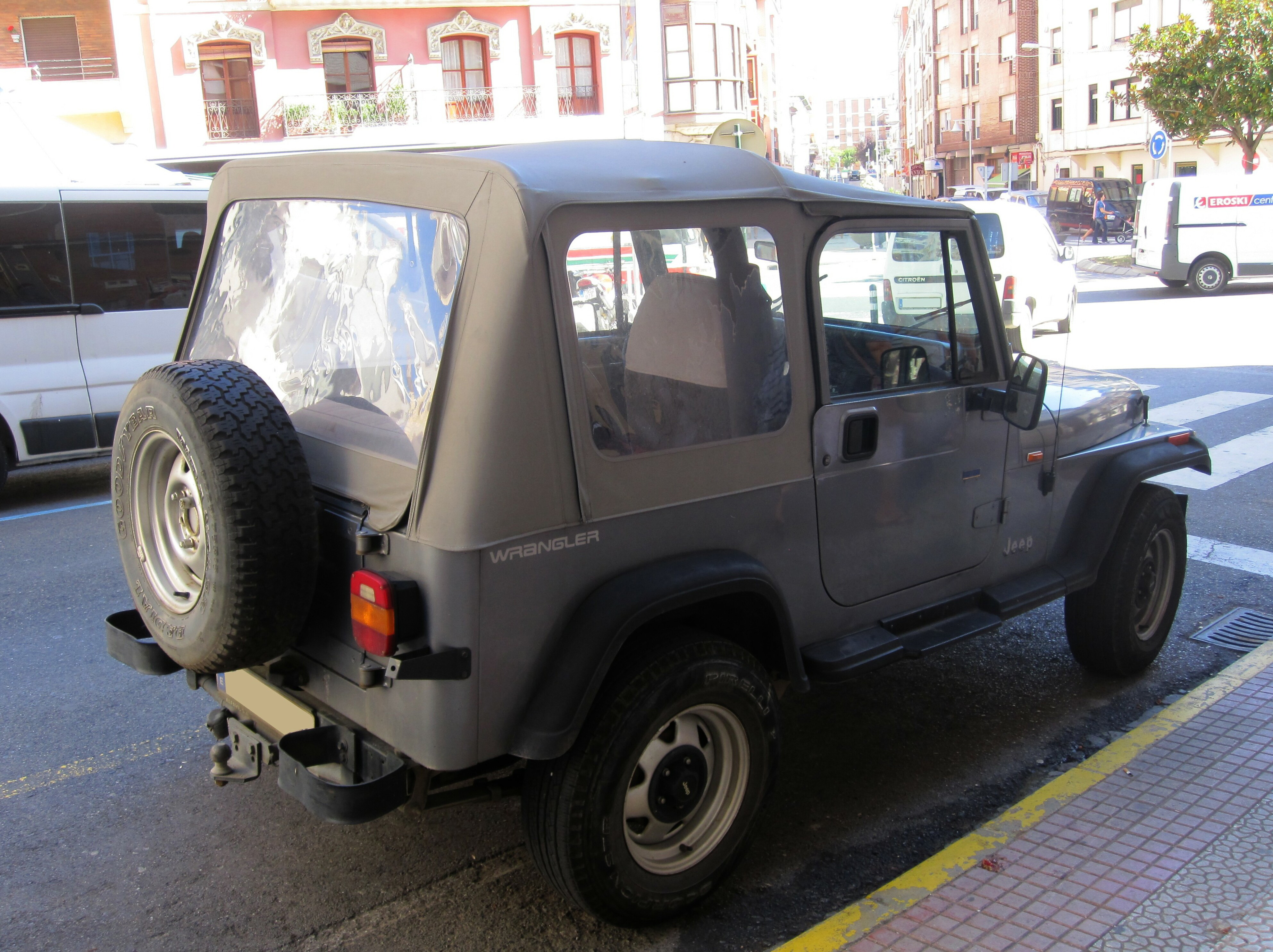
지프 랭글러 후측면

1987년에 CJ-7의 후속 차종으로 출시되었다. 축거가 늘어났고 지상고는 낮아졌으며, 윈드실드도 커졌다. 각진 헤드 램프를 지니고 있으며, CJ-7의 부품과 다수 호환된다. AMC의 직렬 4기통 2.5ℓ 150 가솔린 엔진과 직렬 6기통 4.2ℓ 258 가솔린 엔진을 탑재하였으며, 스티어링 컬럼 타입의 3단 자동변속기 또는 플로어 체인지 타입의 5단 수동변속기를 맞물렸다. 1988년에는 사이드 스텝, 5스포크 합금 알루미늄 휠, 엠보싱 타입의 랭글러 데칼 등으로 묶인 아일랜더 옵션 패키지를 내놓았다. 1991년에는 직렬 6기통 4.2ℓ 258 가솔린 엔진을 대체하는 직렬 6기통 4.0ℓ 242 가솔린 엔진이 장착되었다. 1992년에는 ABS를 옵션 사양으로 추가하였으며, 롤 케이지도 대형화되어 안전성을 높였다. 1994년에는 직렬 4기통 2.5ℓ 150 가솔린 엔진에 한하여 3단 자동변속기를 맞물렸으며, 중앙에 하이 마운트 스톱 램프도 장착되었다.
대한민국에는 1992년 9월에 우성산업을 통하여 수입되었으며, 직렬 6기통 4.0ℓ 242 가솔린 엔진만 들어왔다.

## 2세대(TJ)

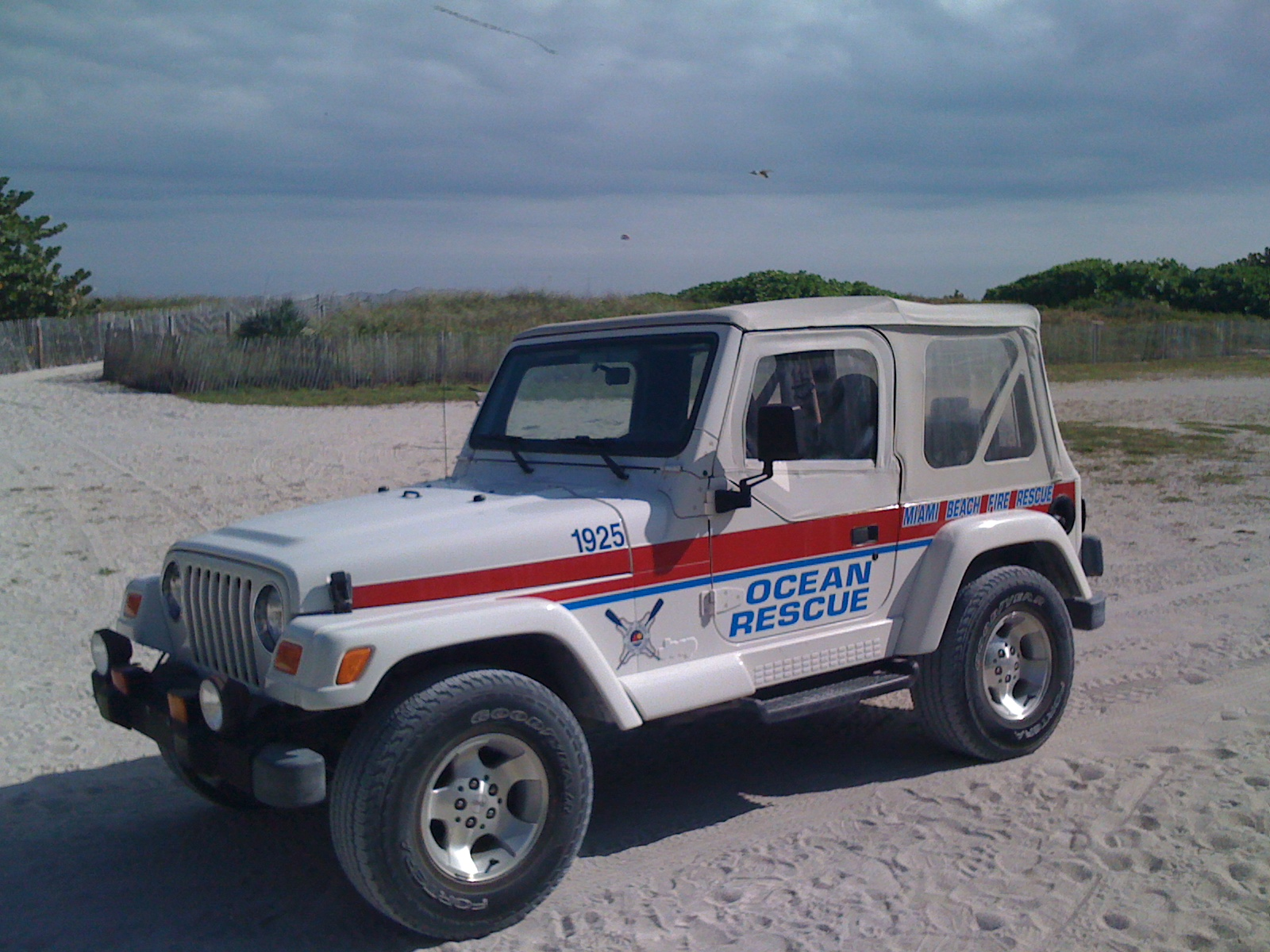
지프 랭글러 정측면

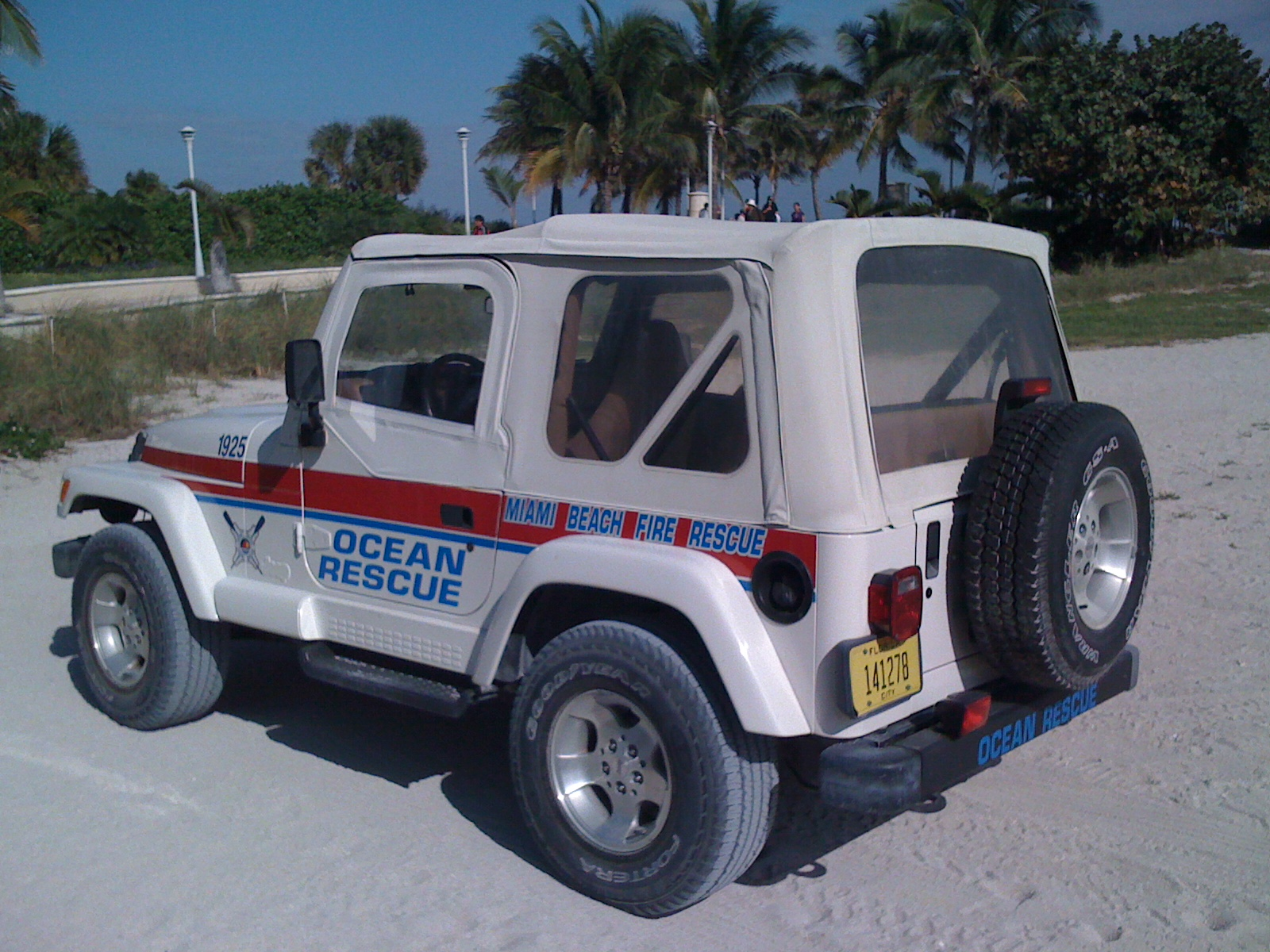
지프 랭글러 후측면

1996년에 출시되었으며, 윌리스 MB의 명성을 되찾기 위해 헤드램프가 원형으로 바뀌었다. 운전석이 오른쪽에 있는 사양이 나와 영국과 오스트레일리아에도 수출이 시작되었으며, 자동변속기는 스티어링 컬럼 타입에서 플로어 체인지 타입으로 바뀌었다.
초창기에는 직렬 6기통 4.0ℓ 242 가솔린 엔진이 장착되었으며, 2003년부터는 직렬 4기통 2.5ℓ 150 가솔린 엔진이 크라이슬러의 직렬 4기통 2.4ℓ 네온 가솔린 엔진으로 대체되었다. 1999년에는 연료탱크의 용량을 늘렸으며, 2001년에는 대시보드와 스티어링 휠 디자인이 바뀌었다. 2003년에는 미국 캘리포니아의 오프로드 코스인 루비콘 트레일을 주파할 수 있도록 설계한 루비콘을 내놓았으며, 2004년에는 축거를 254mm 연장시킨 언리미티드가 선보였다. 2005년에는 루비콘에도 언리미티드를 추가하였다. 다만 2세대의 언리미티드는 3세대와 달리 4도어형이 아니다.
대한민국에는 다임러-크라이슬러 코리아를 통해 1997년 3월부터 2006년까지 판매되었다.

## 3세대(JK)

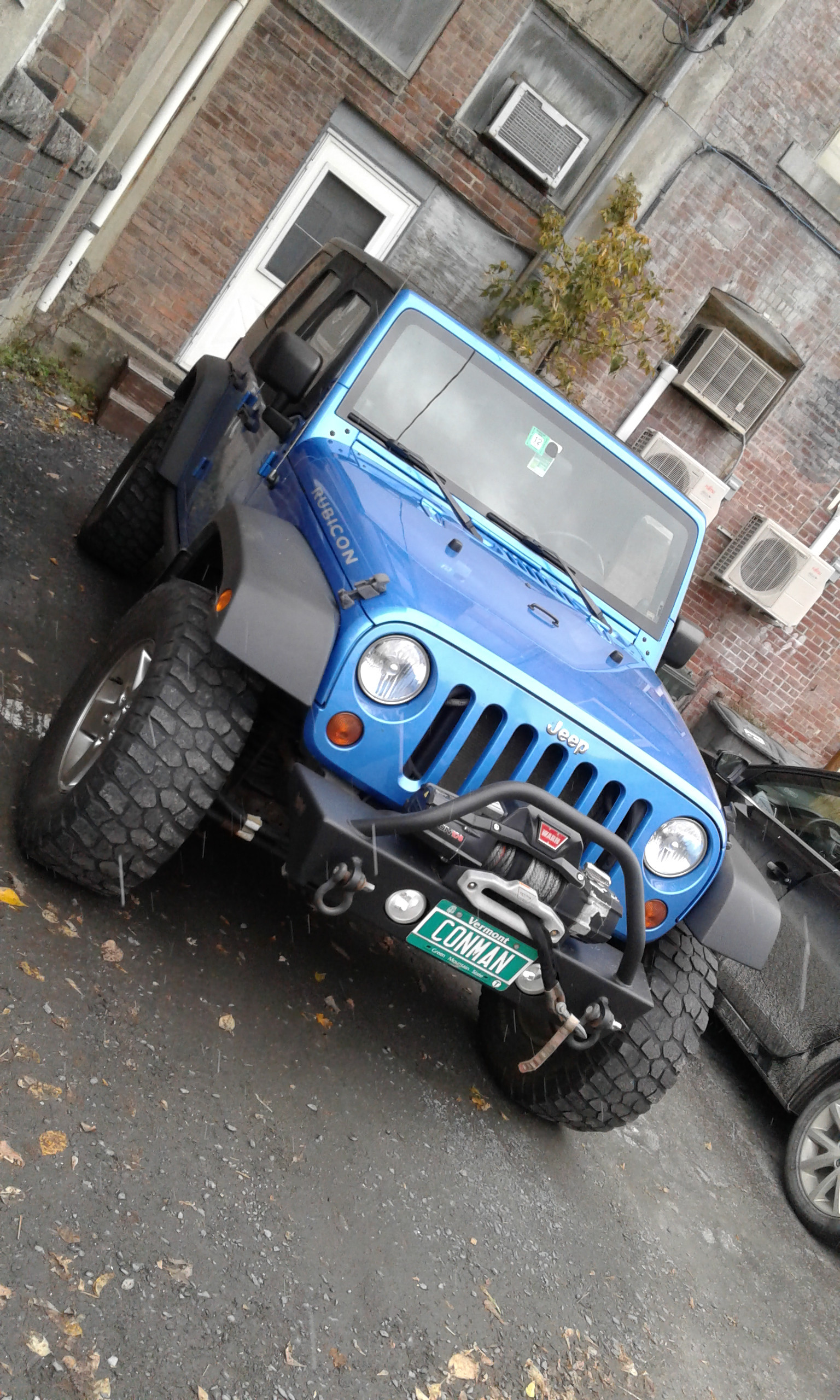
지프 랭글러 정측면

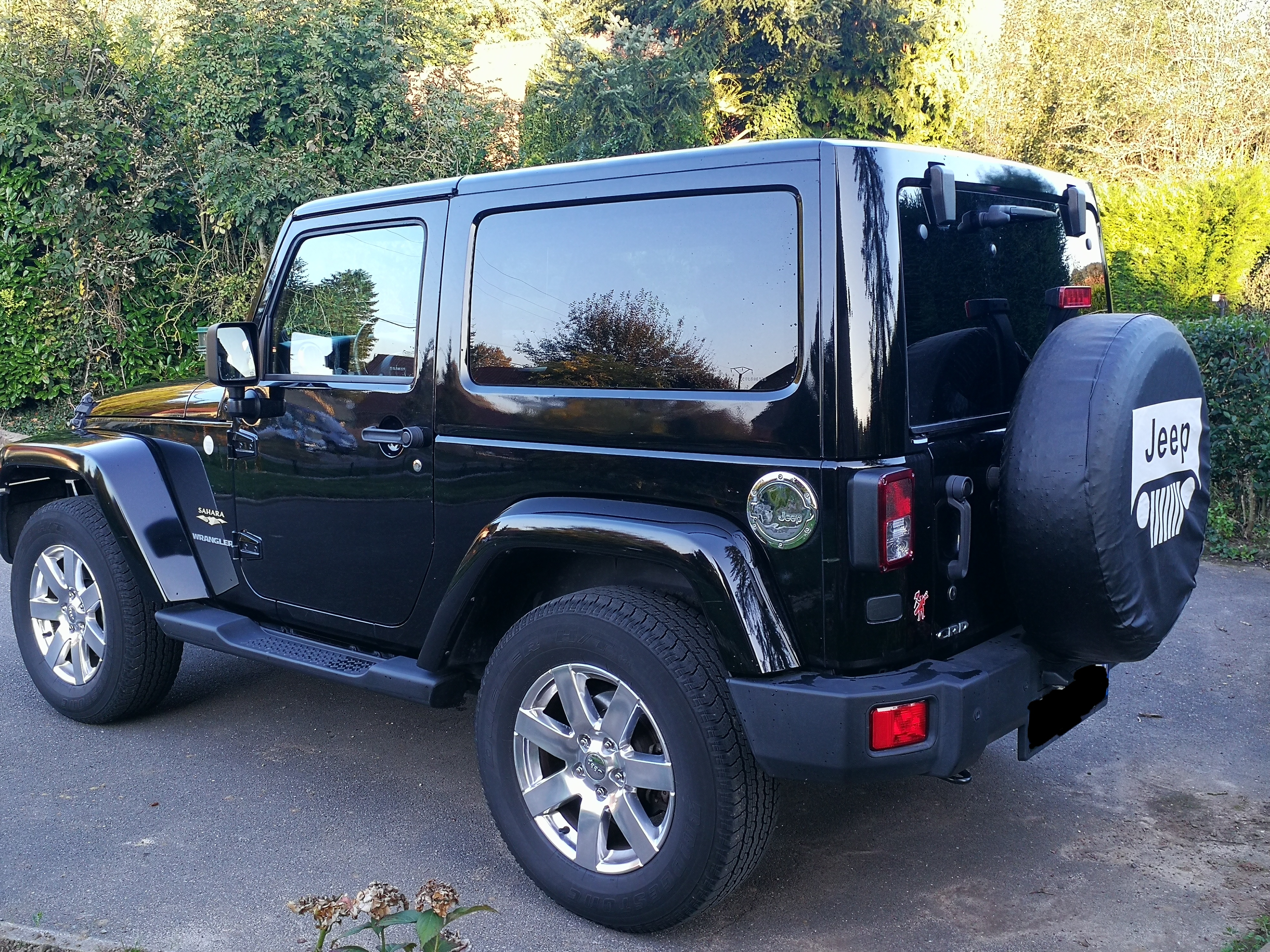
지프 랭글러 후측면

2006년에 북미 국제 오토쇼에서 공개되었으며, 2007년에 출시되었다. 차체 크기가 훨씬 커졌으며, 완전히 새로운 플랫폼으로 바뀌었다. 4도어 언리미티드와 2도어 등 2가지로 판매되었고, 탈착식 루프를 적용하여 보다 경쾌하게 오프로드를 즐길 수 있게 되었다. 그리고 파워 윈도우 스위치가 처음으로 장착됐다. 초창기에는 V6 3.8ℓ EGH 가솔린 엔진을 사용하였으나 V6 3.6ℓ 펜타스타 가솔린 엔진으로 대체되었으며, 대한민국/유럽 수출용으로는 VM 모토리의 직렬 4기통 177마력 2.8ℓ RA 428 커먼레일 디젤 엔진도 장착되었다. 여기에 5단 자동변속기와 6단 수동변속기를 맞물린다. 2009년에는 32인치 타이어와 바디 컬러의 흙받이가 선택 가능한 록키 마운틴 에디션을 내놓았고, 2011년에는 부분 변경을 통해 사하라를 기반으로 한 지프 70주년을 내놓았다. 2012년에는 2.8리터 커먼레일 디젤 엔진이 177마력에서 200마력으로 출력을 올렸다. 2014년에는 Polar Edition, X Edition 등 다양한 스페셜 에디션을 내놓았고, 2015년에는 8개의 새로운 사운드 시스템을 장착하였다. 2017년에 JK 에디션을 내놓았다.
대한민국에는 2007년에 수입되었으며, VM 모토리에서 제작한 직렬 4기통 2.8ℓ RA 428 커먼레일 디젤 엔진, V6 3.6L 펜타스타 가솔린 엔진과 5단 자동변속기가 조합된 사양이 들어왔다. 디젤을 먼저 내놓고, 가솔린 엔진은 한참 후에 들어왔다. 2.8리터 디젤 엔진은 유로6 규정을 맞추지 못해 2015년 10월에 수입이 중단되었으며, 2.8리터 디젤 모델의 단종 이후에는 4세대로 풀 모델 체인지하기 전까지 펜타스타 V6 3.6리터 DOHC 가솔린 엔진 사양만 판매했다.
연예인들과 오프로드 매니아들 사이에서 많은 인기를 얻었으며, 뮤직비디오에도 자주 출연하였다.

## 4세대(JL)

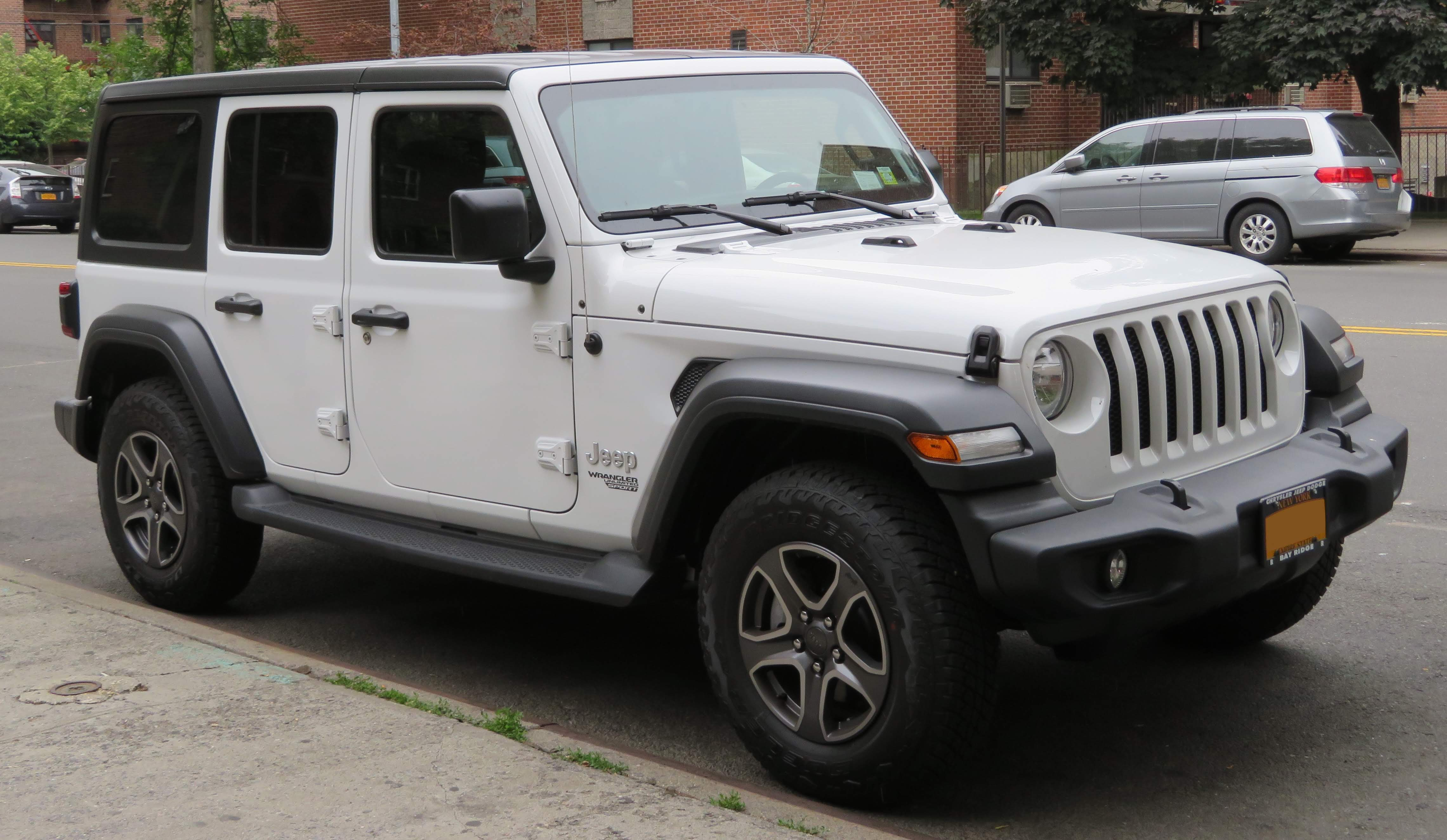
지프 랭글러 언리미티드 스포츠 정측면

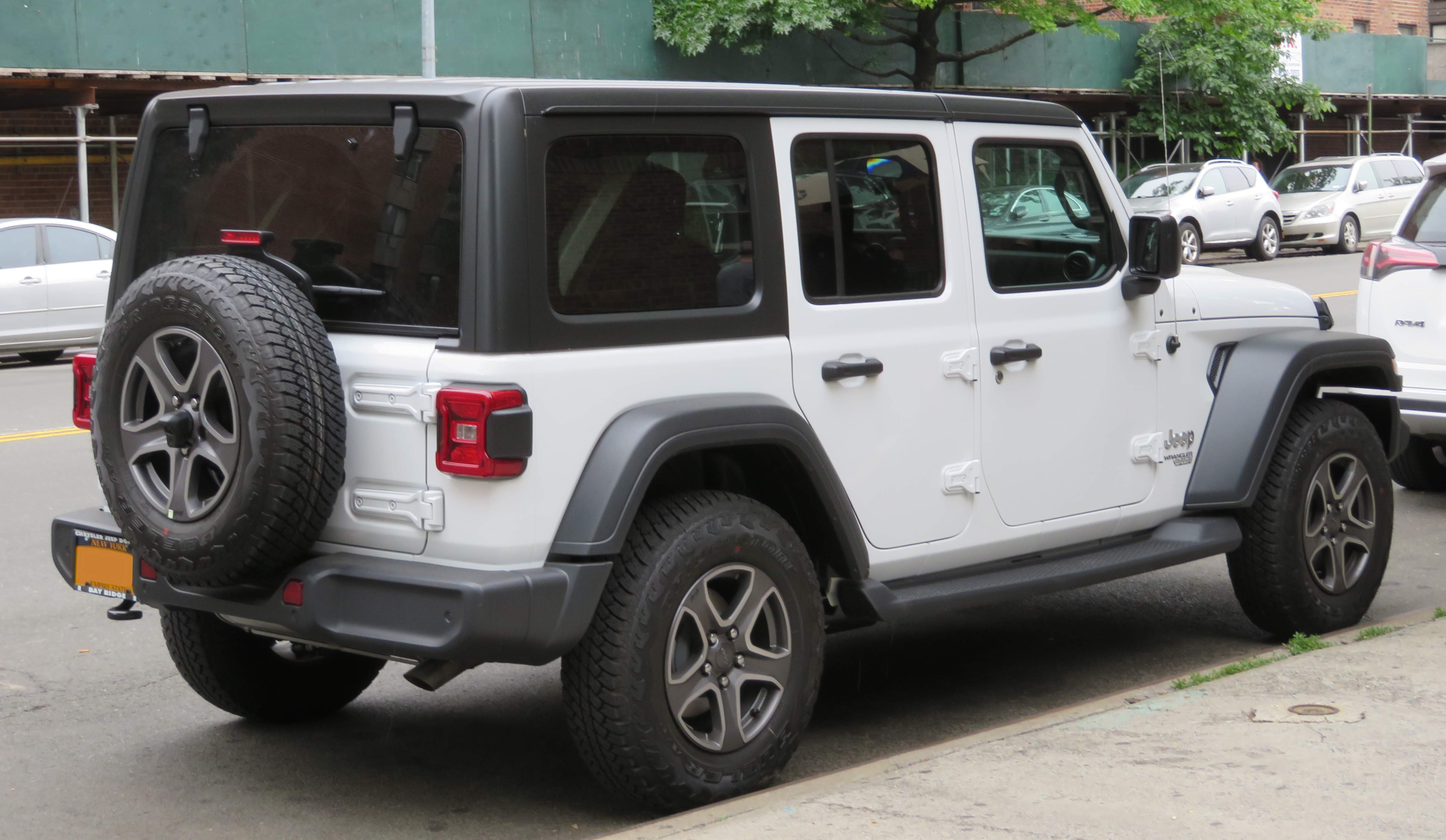
지프 랭글러 언리미티드 스포츠 후측면

2017년 11월 LA 오토쇼에서 공개되었다. 새로운 플랫폼이며, 보디 온 프레임 타입은 그대로지만 부분적으로 알루미늄을 써서 무게를 줄였다. LED 헤드램프와 주간주행등(DRL)이 추가되었다. 가솔린 엔진은 FCA에서 월드 및 타이거샤크 엔진을 대체할 목적으로 새로 개발한 GME-T4 직렬 4기통 272마력 2.0리터 트윈 스크롤 가솔린 싱글터보 엔진과 기존 크라이슬러의 펜타스타 284마력 V6 3.6리터 DOHC 자연흡기 엔진이 있으며, 디젤은 V6 3.0ℓ 260마력이 탑재되었다. GME-T4 2.0리터 트윈 스크롤 가솔린 터보 엔진에는 마일드 하이브리드가 장착되며, 레귤러(일반) 가솔린을 이용할 수 있도록 세팅됐다. 자동변속기는 ZF의 8단으로 바뀌었다. 카스테레오는 알파인의 유닛이 장착된다.
2020년 9월에는 2.0리터 가솔린 터보 플러그인 하이브리드 모델(4xe)이 추가되었으며, 모터는 2개가 달리고 (좌핸들 기준) 운전석 쪽 펜더에 완속 충전용 전기소켓이 있다. 4xe에는 360V 리튬이온 충전지가 뒷좌석 밑에 장착되는데, 이 때문에 4xe는 뒷좌석을 폴딩해도 평평하지 않다. 4xe의 EV 모드 주행거리는 대한민국 인증 기준으로 32km다. 4xe는 오버랜드와 루비콘이 모두 있지만, 대한민국에는 4xe 오버랜드만 들어왔으며 페이스리프트 이후에는 오버랜드 트림이 폐지되어 사하라로 변경됐다.
2021년에는 V8 6.4리터 HEMI 가솔린 엔진(루비콘 392)도 추가됐지만, 대한민국에는 V8 6.4리터 HEMI 엔진 사양이 정식으로 들어오지 않고 병행수입으로 들어온다.
2018년 11월 LA 모터쇼에서 공개되었던 글래디에이터는 랭글러를 기반으로 개발한 미드사이즈급 픽업 트럭이다.
대한민국에는 2018년 7월에 루비콘 4도어 Launch 에디션을 먼저 출시하여 한정 판매한 후 2018년 8월 21일에 정식 출시했으며, 272마력 2.0L 트윈 스크롤 가솔린 터보 엔진만 들어온다. 풀 모델 체인지된 후 JL의 대한민국 판매분에는 기존 펜타스타 284마력 V6 3.6리터 DOHC 가솔린 엔진이 들어오지 않고, 같은 플랫폼을 쓰는 픽업 트럭인 글래디에이터로 이관됐다.
4도어형이 먼저 들어왔으며, 2019년 4월 17일에 2도어형, 4도어 루비콘 스카이 원 터치, 사하라를 대신하는 오버랜드(수출용 한정) 트림, 2020년 5월에 오버랜드 스카이 원 터치 모델이 출시되었다. 2021년 9월 8일에는 플러그인 하이브리드인 4xe 오버랜드가 대한민국에 들어왔으며, 1차 물량 80대를 배정받은 것을 기점으로 판매를 시작했다. EV 모드를 합산한 4xe 오버랜드의 대한민국 복합연비는 12.7km/L다.
자동변속기 레버는 부츠식으로 변경됐다. 구동조정용 트랜스퍼 레버는 스위치식이 아닌, 기존의 레버식을 고수하고 있다. 루비콘(록트랙, 기어비 4:1)과 사하라(셀렉트랙, 기어비 2.75:1)에 장착되는 4륜구동 장치는 기어비의 차이가 있지만, 구동조정 모드에 "4WD AUTO"를 추가하여 파트타임 4륜구동(2H-4H-4L)과 상시 4륜구동 모드를 선택할 수 있도록 했다.  기존에는 포장도로 및 고속주행 상황에서 2H(후륜구동) 모드로만 놓고 주행할 수 있었지만, 상시 4륜구동인 4WD AUTO 모드가 추가되어 포장도로 및 고속주행 상황에서도 4륜구동으로 주행이 가능해졌다.
하지만 여러 가지 충돌 테스트에서 안전성에 대한 지적을 크게 받았으며, 마이너 체인지를 거친 후에도 계속 안전성 문제가 제기됐다는 것이 단점이다. 유로 NCAP에서는 스몰 오버랩 테스트를 실시한 결과 전복되어 추가 부상이 우려되어 나쁨을 받았다. 그 외에는 미국 현지에서 4xe가 배터리팩의 화재 위험성이 지적되어 리콜을 실시한 일이 있으며, 대한민국에서도 경상남도 거제시 장평동의 한 아파트에서 4xe의 화재 사고가 발생한 일이 있다.
대한민국에서는 4세대 랭글러 오너들로부터 추돌방지 센서의 작동 문제가 제기되었다. 그나마 다행인 건 이 센서를 스위치로 ON/OFF가 가능했지만 매번 시동을 걸 때마다 OFF로 두어야 한다는 번거로운 점이 있었고, 이 문제점을 KBS에서 보도한 적이 있다. 관련 민원이 증가하자, 이를 반영하여 FCA코리아(현 스텔란티스코리아) 측이 프로그램 업데이트를 실시하여 문제를 해결했다.
260마력 V6 3.0리터 커먼레일 디젤 엔진은 대한민국 시장에 출시되지 않았으며, 2023년에 미국 현지에서 생산이 중단됐다.
2023년 4월에 페이스리프트 모델이 미국 현지에서 공개됐다. 대한민국에는 2023년 12월 14일부터 사전 계약을 받기 시작한 후, 2024년 1월 3일에 페이스리프트 모델을 출시했다. 오른쪽 앞 펜더에 있었던 텔레스코픽 안테나를 없애고, 윈드실드 상단에 글래스 안테나를 장착하는 것으로 변경했다. 페이스리프트하기 전에 나왔던 대한민국 판매용의 앞 순정 범퍼는 미국 판매용과 다른 범퍼가 달려서 몇몇 랭글러 오너들은 애프터마켓을 통해 미국 사양의 범퍼를 사서 교체하기도 했는데, 스텔란티스코리아가 오너들의 성향을 반영해 앞 순정 범퍼를 미국 시장용으로 교체하여 페이스리프트 모델을 출시했다. 미국 시장용 앞 범퍼로 교체했음에도, 긴 번호판 적용이 가능하도록 했다. 게다가 대한민국용 루비콘은 북미용에 장착되는 하이탑 펜더가 적용되지 않아서 별도로 튜닝해야 했는데, 이 역시 스텔란티스코리아가 반영하여 대한민국용 루비콘에도 하이탑 펜더로 바꾸기로 했다. 따라서 사하라/스포츠와 루비콘은 휠하우스의 높이가 서로 다르며, 루비콘은 하이탑 펜더가 기본으로 적용되어 순정 상태에서도 35인치까지 인치업이 가능하다. 후면 테일램프의 방향지시등은 황색에서 적색으로 변경됐다. 알파인의 카스테레오 유닛은 그대로 적용되지만 실내 중앙 모니터의 디자인이 변경됐으며, 내비게이션은 티맵 기반으로 교체했다. 내비게이션 구동은 애플 카플레이/안드로이드 오토로 연동(미러링)하거나, "스텔란티스 컨비니언스 앱"으로 연동하여 구동이 가능하다. 루비콘은 기존에 적용됐던 오프로드용 머드 터레인(MT) 타이어 대신, 올 터레인(AT) 타이어로 바꿨다. 2024년 6월 13일에는 4xe의 페이스리프트 모델을 추가했으며, 오버랜드에서 사하라로 트림을 변경하고 EV 모드의 주행거리를 32km에서 34km로 늘렸다.
2024년 3월 20일에는 V8 6.4리터 HEMI 가솔린 엔진(392)을 단종한다고 발표했다가, 동년 6월에 단종을 철회했다.